# Hanna Hammarström
Hanna Hammarström (ur. 4 października 1829 w Sztokholmie, Szwecja, zm. 1909 tamże) – szwedzka wynalazczyni i przemysłowiec. Jako pierwsza produkowała w Szwecji izolowane kable telefoniczne.

## Życiorys
Urodziła się jako córka handlarza bawełną i jedwabiem Pera Hammarströma i Christiny Holmberg. Jej ojciec chciał, by każde z dzieci nauczyło się zawodu, więc nauczyła się wykonywać koronki. Oprócz tego uczyła się w szkole dla dziewcząt. Przez kilka lat mieszkała u krewnego, księdza na Gotlandii, by nauczyć się prowadzenia gospodarstwa domowego. Powróciła do domu rodzinnego, by opiekować się chorą matką.
Ojciec podarował jej maszynę do produkcji owijanego drutu miedzianego, na który było duże zapotrzebowanie wśród kapeluszników, którzy wykorzystywali go do modelowania damskich kapeluszy.
Po powstaniu firm telefonicznych musiały one importować kable, gdyż nikt nie umiał ich produkować w Szwecji. Na bazie maszyny, którą dostała od ojca, i umiejętności plecenia opracowała metodę produkcji kabli telefonicznych, które zaoferowała Stockholms Allmänna Telefonaktiebolag (SAT). Jako kobiecie nie było jej łatwo, ale otrzymała wsparcie od założyciela SAT Henrika Tore Cedergrena i Larsa Magnusa Ericssona. W 1886 Ericsson udostępnił jej warsztat w Sztokholmie przy ulicy Tulegatan 5. Maszyna do produkcji kabli była zasilana wałem napędowym wyprowadzonym przez ścianę fabryki, za który płaciła 1 koronę dziennie.
Produkowane przewody były również eksportowane do Finlandii. Na początku lat 90. XIX wieku zatrudniała 8 kobiet wyszkolonych osobiście przez właścicielkę. Obsługiwały 5 maszyn produkujących kable. Zakład produkował kable telefoniczne i mikrofonowe.
Na wystawie przemysłowej w Sztokholmie w 1886 maszyna Hanny Hammarström zdobyła pierwszą nagrodę, która była później wystawiona w fabryce. Pomimo rosnącej konkurencji zajmowała się zakładem aż do swojej śmierci w 1909.